# Montastruc (Lot e Garonna)
Montastruc è un comune francese di 285 abitanti situato nel dipartimento del Lot e Garonna nella regione della Nuova Aquitania.

## Società

### Evoluzione demografica
Abitanti censiti